# تد لئو
تد لئو (انگلیسی: Ted Leo؛ زادهٔ ۱۱ سپتامبر ۱۹۷۰) یک موسیقی‌دان اهل ایالات متحده آمریکا است. وی از سال ۱۹۸۹ میلادی تاکنون مشغول فعالیت بوده‌است.